# مذهب الأبعاد الأربعة
مذهب الأبعاد الأربعة في الفلسفة هو المذهب في علم الوجود القائل بأن استمرار الكائن عبر الزمن يشبه امتداده عبر الفضاء. فالكائن الموجود في الوقت له أجزاء زمنية في مختلف المناطق الفرعية من إجمالي المنطقة الزمنية التي يشغلها، تماما مثل الكائن الموجود في منطقة من الفضاء له جزء واحد على الأقل في كل منطقة فرعية من ذلك الفضاء.